# Логос Україна
Видавництво Логос Україна — українське видавництво, яке розташоване в Києві.

## Історія
Видавництво розпочало свій шлях у 2006 році. Через рік Видавництво Логос Україна реорганізувалося і продовжило виконувати поставлені перед ним цілі.
Видання Логос Україна вирізняються тим, що кожна книга являє собою подарункове видання.
Видавництво має за мету відкриття широкому загалу імен української держави, представлення на міжнародній арені України як розвиненої європейської держави.
За роки існування сформувалися серії друкованих видань. Серед найвідоміших — «Державно-правова еліта України», «Почесні імена України — еліта держави», «Науковці України — еліта держави», «Будівельно-архітектурний комплекс України», «50 лет ЗАО ОЗСО им. Е. О. Патона. Полвека на службе сварке», «Вища рада юстиції — 15 років діяльності» та ін.